# Linie následnictví švédského trůnu

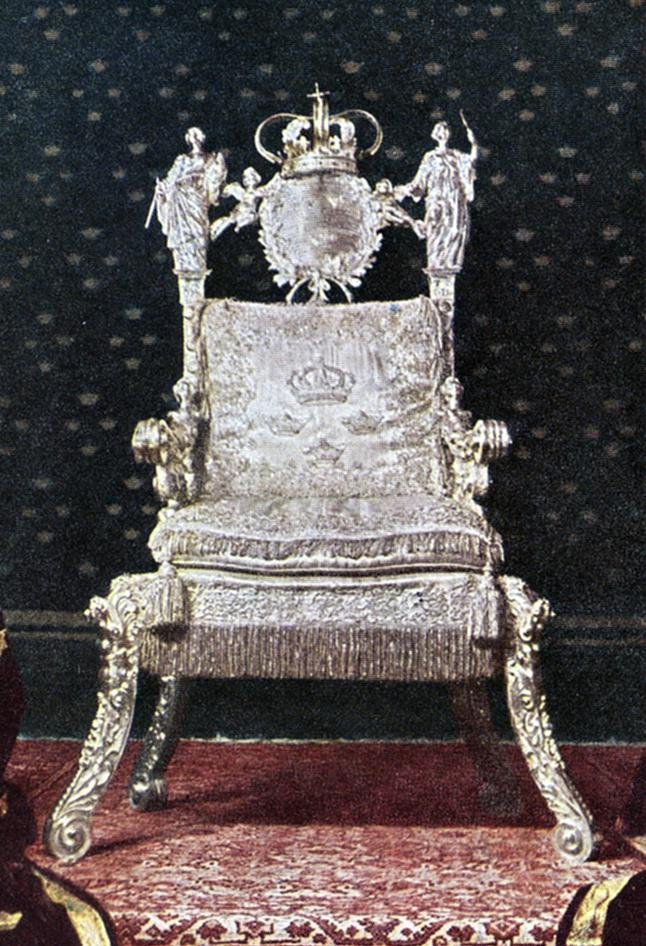
Stříbrný trůn, používaný švédskými panovníky od roku 1650

Linie následnictví švédského trůnu je určena zákonem o následnictví (švédsky: Successionsordningen), který byl původně schválen společně Riksdagem stavů, shromážděným v Örebro, a králem Karlem XIII. v roce 1810.
V roce 1979 zavedl Riksdag absolutní primogenituru, což znamená, že nejstarší dítě panovníka, bez ohledu na pohlaví, je první v linii následnictví. Tato změna vstoupila v platnost 1. ledna 1980, čímž se Švédsko stalo první zemí, která přijala absolutní primogenituru. Švédská koruna se předtím (od roku 1810) dědila podle agnatické primogenitury, což znamenalo, že ji mohli zdědit pouze muži. Ačkoli změna nabyla účinnosti v roce 1980, její aplikace byla zpětně upravena tak, aby korunní princezna Viktorie, narozená v roce 1977, byla první v linii následnictví, čímž v této pozici nahradila svého mladšího bratra, prince Karla Filipa, narozeného v roce 1979. 

## Současná linie následnictví
Linie následnictví švédského trůnu je následující:
- Král Gustav VI. Adolf (1882–1973)
  - Gustav Adolf, vévoda z Västerbottenu (1906–1947)
    -  Král Karel XVI. Gustav (* 1946)
      - (1) Korunní princezna Viktorie, vévodkyně z Västergötlandu (* 1977)
        - (2) Princezna Estelle, vévodkyně z Östergötlandu (* 2012)
        - (3) Princ Oskar, vévoda z Skåne (* 2016)

      - (4) Princ Karl Filip, vévoda z Värmlandu (* 1979)
        - (5) Princ Alexandr, vévoda z Södermanlandu (* 2016)
        - (6) Princ Gabriel, vévoda z Dalarny (* 2017)
        - (7) Princ Julian, vévoda z Hallandu (* 2021)
        -  (8) Princezna Ines, vévodkyně z Västerbottenu (* 2025)

      -  (9) Princezna Madeleine, vévodkyně z Hälsinglandu a Gästriklandu (* 1982)
        - (10) Princezna Leonor, vévodkyně z Gotlandu (* 2014)
        - (11) Princ Nicolas, vévoda z Ångermanlandu (* 2015)
        - (12) Princezna Adrienne, vévodkyně z Blekingu (* 2018)

## Způsobilost
Podle novějších úprav (než z roku 1810) zákona o následnictví mají v současnosti právo na následnictví pouze legitimní luteránští potomci krále Karla XVI. Gustava, kteří byli vychováni ve Švédsku. O právo na následnictví osoba přijde pokud:
- nebyla vychována ve Švédsku,[3]
- přestane být luteránem ve smyslu Neporušeného augsburského vyznání a Uppsalské synody z roku 1593, tedy implicitně přestane být členem Švédské církve (článek 4),[3][4]
- uzavře manželství bez souhlasu vlády (článek 5),[3][4] nebo
- nastoupí na trůn jiného státu na základě volby, dědictví nebo sňatku bez souhlasu panovníka a Riksdagu (článek 8).[3][4]